# Sebong Pereh
Sebong Pereh is een bestuurslaag in het regentschap Bintan van de provincie Riau-archipel, Indonesië. Sebong Pereh telt 3086 inwoners (volkstelling 2010).